# Myrkur
Myrkur é um projeto musical de folk/black metal da dinamarquesa Amalie Bruun. Inicialmente, a identidade da pessoa real por trás do projeto foi mantida desconhecida, no entanto, sua identidade foi tornada pública.
A revista Metal Hammer elegeu seu disco Folkesange como o 50º melhor disco de metal de 2020.

## Discografia
Álbuns de estúdio
- M (2015)
- Mareridt (2017)
- Folkesange (2020)

Álbuns ao vivo
- Mausoleum (2016)

EPs
- Myrkur (2014)
- Juniper (2018)

Singles
- "Skaði" (Demo) (2014)
- "Den Lille Piges Død" (2015)
- "Två Konungabarn" (2017)
- "Shadows of Silence" (2017)
- "Juniper" (2018)
- "Bonden og Kragen" (2018)
- "Ella" (2020)
- "Leaves of Yggdrasil "(2020)
- "Gudernes Vilje" (2020)